# 羽田千尋
羽田千尋（日语：／ Haneta Chihiro，1993年12月31日—），日本聲優。来自神奈川。血型是 A型。
2001年杂志の「Kizzudebyu」2001年春季、五八☆问题作为一个推出儿童入学。经过ビサイド・インキュベイト・エージェント移至。2008年从并アニメロ新人オーディション作为第三期成员学生、2008年11月「试演新的动画Washizaki肯乙」是常設演員。

## 演出
- おはスタ（2003年4月 - 2005年3月、東京電視台）
- 神奇寶貝超世代（ポワルン）（テレビ東京）
- 鷲崎健のアニメロ新人オーディション（日语：アニメロ新人オーディション）（ニコニコアニメチャンネル、2008年 - 2009年）

## 活动
- 2003 7月19日到RUN枪“03暑期团队绩效的”握手会议。

## 演唱會
- 羽田千尋・BB Watch （页面存档备份，存于）
- アニメロ新人オーディション > メンバー紹介